# Jean (1938, remorqueur)
Pour les articles homonymes, voir Jean.
Le Jean est un bateau à vapeur à roue à aubes arrière construit en 1938 qui naviguait sur la rivière Willamette, dans l'État de l'Oregon.

## Descriptif
Il s'agit d'un remorqueur de 168 pieds (51 m) de long (en comptant sa roue à aubes arrière, maintenant retirée), construit en 1938 pour la Western Transportation Company (une ancienne filiale de Crown Zellerbach (en)) et en service jusqu'en 1957.
En août 1989, il a été inscrit au registre national des lieux historiques du comté des Nez-Percés, dans l'Idaho. À cette époque, il était situé à Lewiston dans l'Idaho, depuis 1976. À Lewiston, son emplacement changeait de temps en temps et le Hells Gate State Park (en) faisait partie des endroits où Jean était amarré. En 1997, il était toujours à Lewiston, à flot sur la rivière Snake, mais son équipement d'exploitation avait été retiré. Son propriétaire privé à l'époque, la James River Corporation, a vendu le remorqueur en 1998. En juillet 2004, Jean a été déplacé de Lewiston à Portland dans l'Oregon. Par la suite, ses roues à aubes jumelles ont été supprimées.